# Lukas Runggaldier
Pour les articles homonymes, voir Runggaldier.
Lukas Runggaldier, né le 31 juillet 1987 à Bolzano, est un coureur du combiné nordique italien originaire de Santa Cristina Valgardena.

## Biographie
Membre de l'équipe nationale italienne, Lukas Runggaldier est champion d'Italie de la discipline en 2008 et vice-champion en 2010.
Sa première participation à la Coupe du monde de la discipline a lieu le 13 janvier 2008 à Val di Fiemme. Dans cette compétition, ses meilleures performances sont deux quatrièmes places, obtenues en janvier 2011 lors de l'épreuve de Seefeld puis en janvier 2012 à Chaux-Neuve. Le 16 décembre 2011, il obtient un podium en sprint par équipes avec Alessandro Pittin à Seefeld.
Il participe aux Jeux olympiques d'hiver de 2010, 2014, édition où il se classe notamment septième en individuel sur le petit tremplin et 2018. Aux Championnats du monde, son meilleur résultat individuel est une huitième place obtenue en 2011 sur l'épreuve avec grand tremplin.
Il prend sa retraite en 2020.

## Palmarès

### Jeux olympiques d'hiver
| Épreuve / Édition | Épreuve / Édition | Vancouver 2010 | Sotchi 2014 | Pyeongchang 2018 |
| Par équipes       | Par équipes       | 10e            | 8e          | 8e               |
| Gundersen         | PT                | 11e            | 7e          | 32e              |
| Gundersen         | GT                | 16e            | 28e         | 36e              |

### Championnats du monde
| Épreuve / Édition  | Épreuve / Édition  | Liberec 2009                     | Oslo 2011                        | Val di Fiemme 2013               | Falun 2015                       | Lahti 2017                       |
| ------------------ | ------------------ | -------------------------------- | -------------------------------- | -------------------------------- | -------------------------------- | -------------------------------- |
| Gundersen          | PT                 | 26e                              | 10e                              | 26e                              | 12e                              | 22e                              |
| Gundersen          | GT                 | -                                | 8e                               | -                                | 26e                              | -                                |
| Mass-start         | Mass-start         | 36e                              | Épreuve inexistante à cette date | Épreuve inexistante à cette date | Épreuve inexistante à cette date | Épreuve inexistante à cette date |
| Par équipes        | PT                 | Épreuve inexistante à cette date | 9e                               | 7e                               | 4e                               | 6e                               |
| Par équipes        | GT                 | Épreuve inexistante à cette date | 7e                               | Épreuve inexistante à cette date | Épreuve inexistante à cette date | Épreuve inexistante à cette date |
| Sprint par équipes | Sprint par équipes | Épreuve inexistante à cette date | Épreuve inexistante à cette date | -                                | -                                | -                                |
| Par équipes        | Par équipes        | -                                | Épreuve inexistante à cette date | Épreuve inexistante à cette date | Épreuve inexistante à cette date | Épreuve inexistante à cette date |

### Coupe du monde
- Meilleur classement général : 13e en 2011.
- Meilleur résultat individuel : 4e à deux reprises.
- 1 podium en sprint par équipes.

#### Différents classements en Coupe du monde
| Année     | Classement général final |
| 2009-2010 | 55e                      |
| 2010-2011 | 13e                      |
| 2011-2012 | 24e                      |
| 2012-2013 | 41e                      |
| 2013-2014 | 72e                      |
| 2014-2015 | 44e                      |
| 2015-2016 | 39e                      |
| 2018-2019 | 59e                      |

### Coupe continentale
- 2 victoires.